# Parque de Mayo

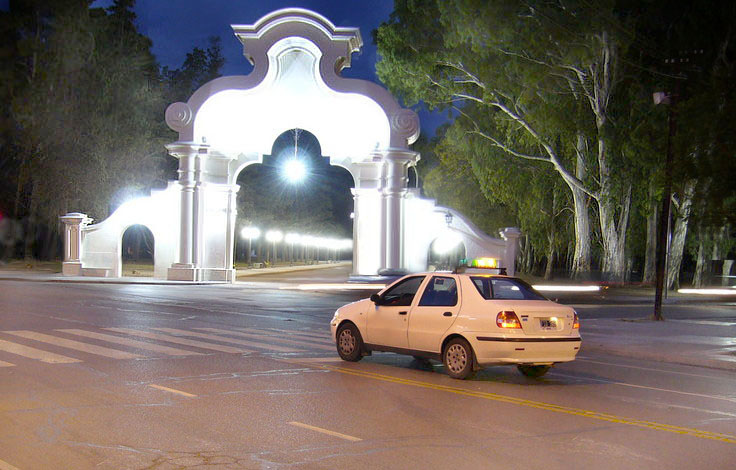
Vista nocturna del portal de entrada al parque.

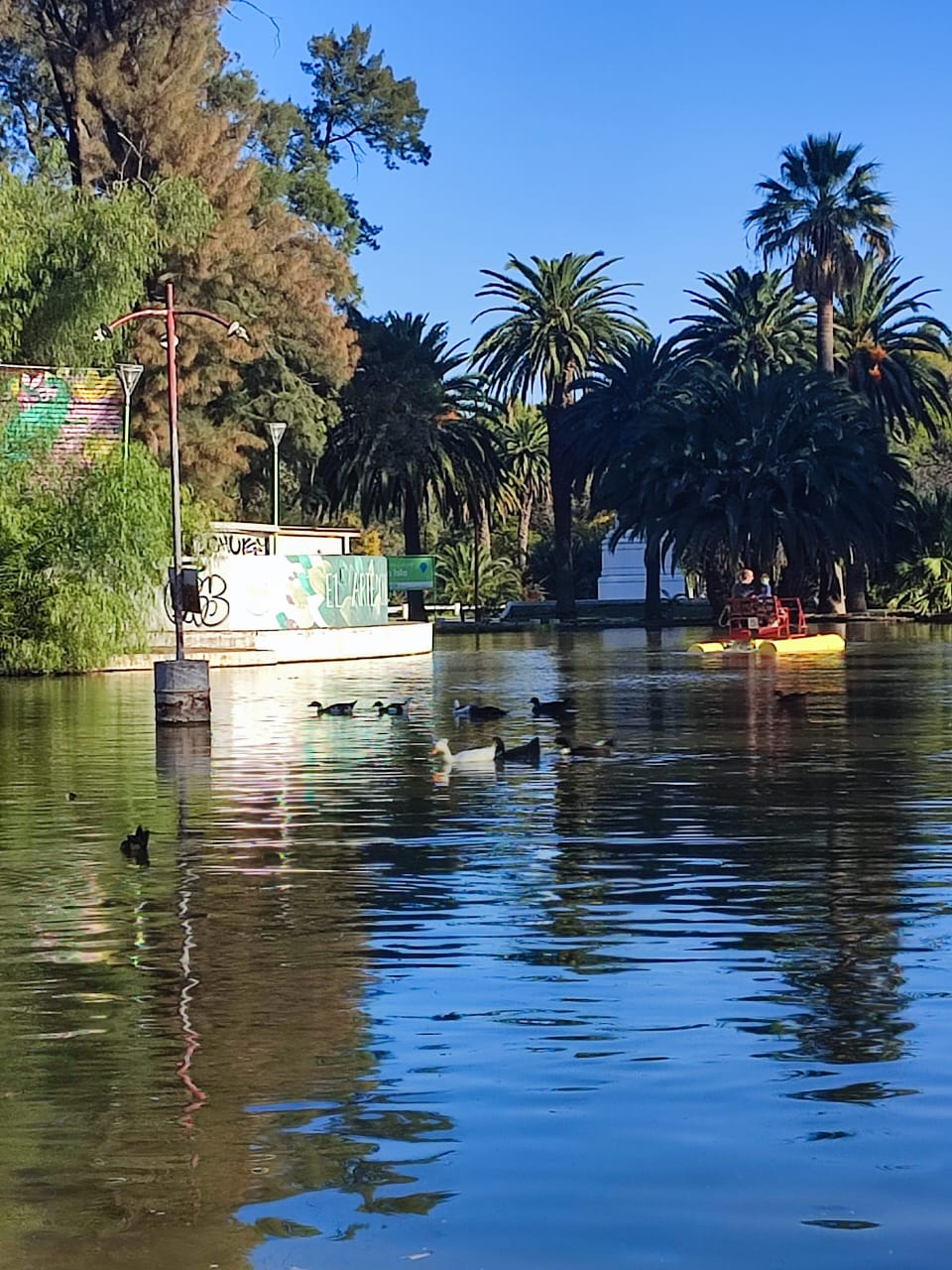
Lago de los Cisnes

El Parque de Mayo es uno de los espacios verdes y recreativos más importantes de la ciudad de Bahía Blanca, al sur de la provincia de Buenos Aires, Argentina.  
Tiene una superficie de más de 60 hectáreas forestadas y cuenta con canchas de fútbol, softbol y basquetbol; pistas de atletismo, ciclismo, skate y bmx; anfiteatros, bicisendas, juegos infantiles, lugares gastronómicos y un importante lago artificial con peces y patos por el que se puede pasear en hidropedales biplaza. En su traza predominan las líneas curvas y zigzagueantes que invitan a transitarlo y a adentrarse en su paisaje de eucaliptus habitados por loros barranqueros.

## Historia
El actual Parque de Mayo de la ciudad de Bahía Blanca, debe su origen a una iniciativa privada, presentada por un grupo de vecinos que en 1906 cedieron los terrenos al municipio. Este proyecto, originalmente llamado Parque Municipal y Barrio Adornado, consistía en la construcción de un barrio exclusivamente de chalets y extendida arborización, a imagen de la zona alpina de Europa Central, ubicado sobre las márgenes del Arroyo Napostá grande.
Para el proyecto del barrio, que por sus características era inédito en Argentina y el primero en su tipo en América del Sur, se había recurrido al arquitecto y paisajista belga Augusto Flamant y 1/3 de la superficie total había sido cedida a la municipalidad con el fin de que esta se encargara de trazar y ejecutar el parque, lagos, nivelación general del terreno, demarcado de calles y avenidas, así como de la plantación de árboles. A pesar del compromiso para la construcción de los chalets, estos no fueron llevados a cabo y con el tiempo todo devino en Parque Municipal. 
El 25 de diciembre de 1906 fue celebrado el acto de inauguración del nuevo parque y cuatro años más tarde, en 1910, su nombre fue cambiado por el de Parque de Mayo, con motivo del primer centenario de la Revolución de Mayo que se festejaba en Argentina.
En 1940 el arquitecto Manuel Mayer proyectó el Club de Golf Palihue sobre el lado este al parque, del otro lado del arroyo, y el desarrollo contiguo del pintoresco Barrio Parque Palihue satisfizo los objetivos del proyecto inicial de barrio parque.

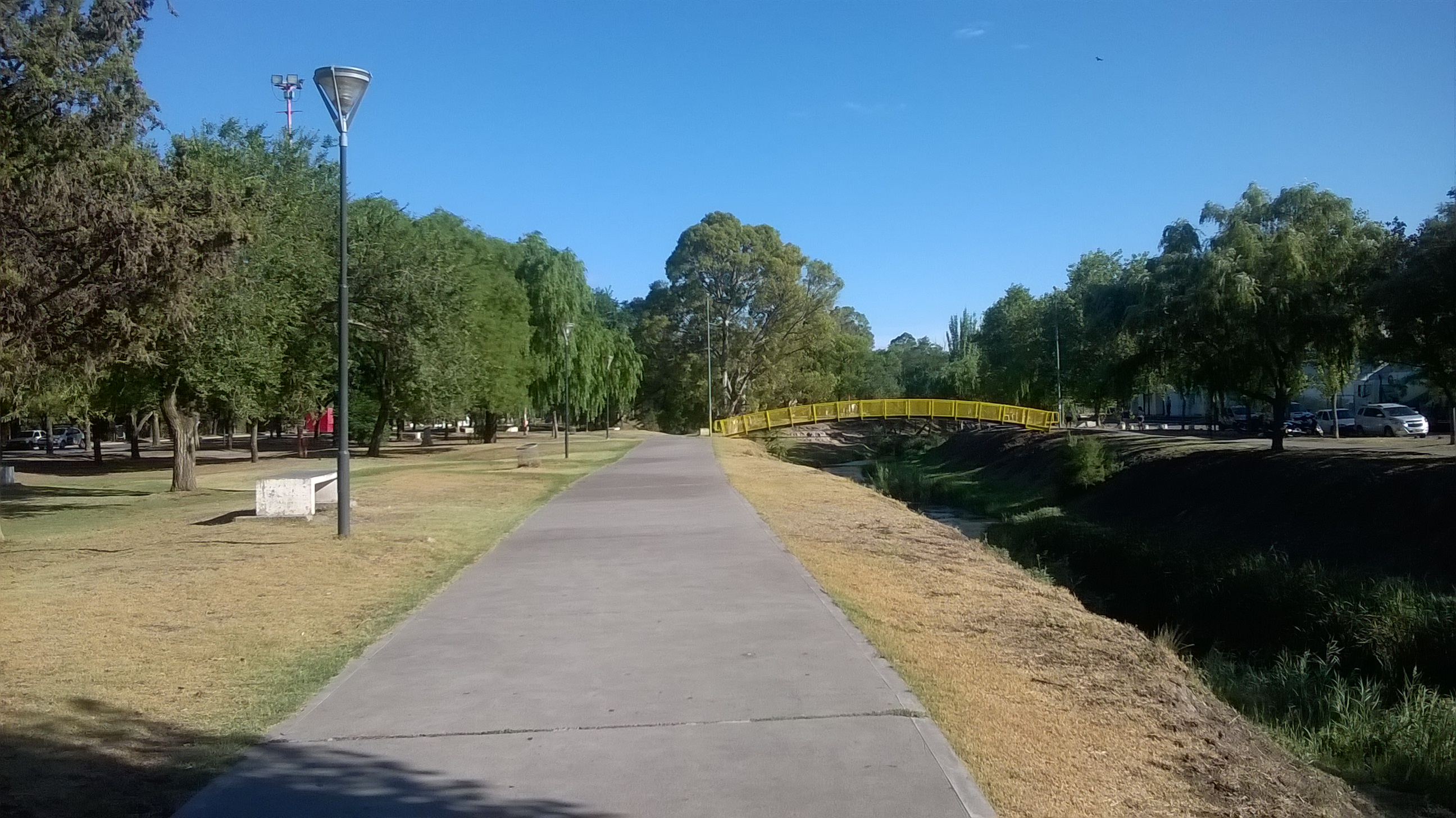
Arroyo Napostá en su paso por el Parque de Mayo.

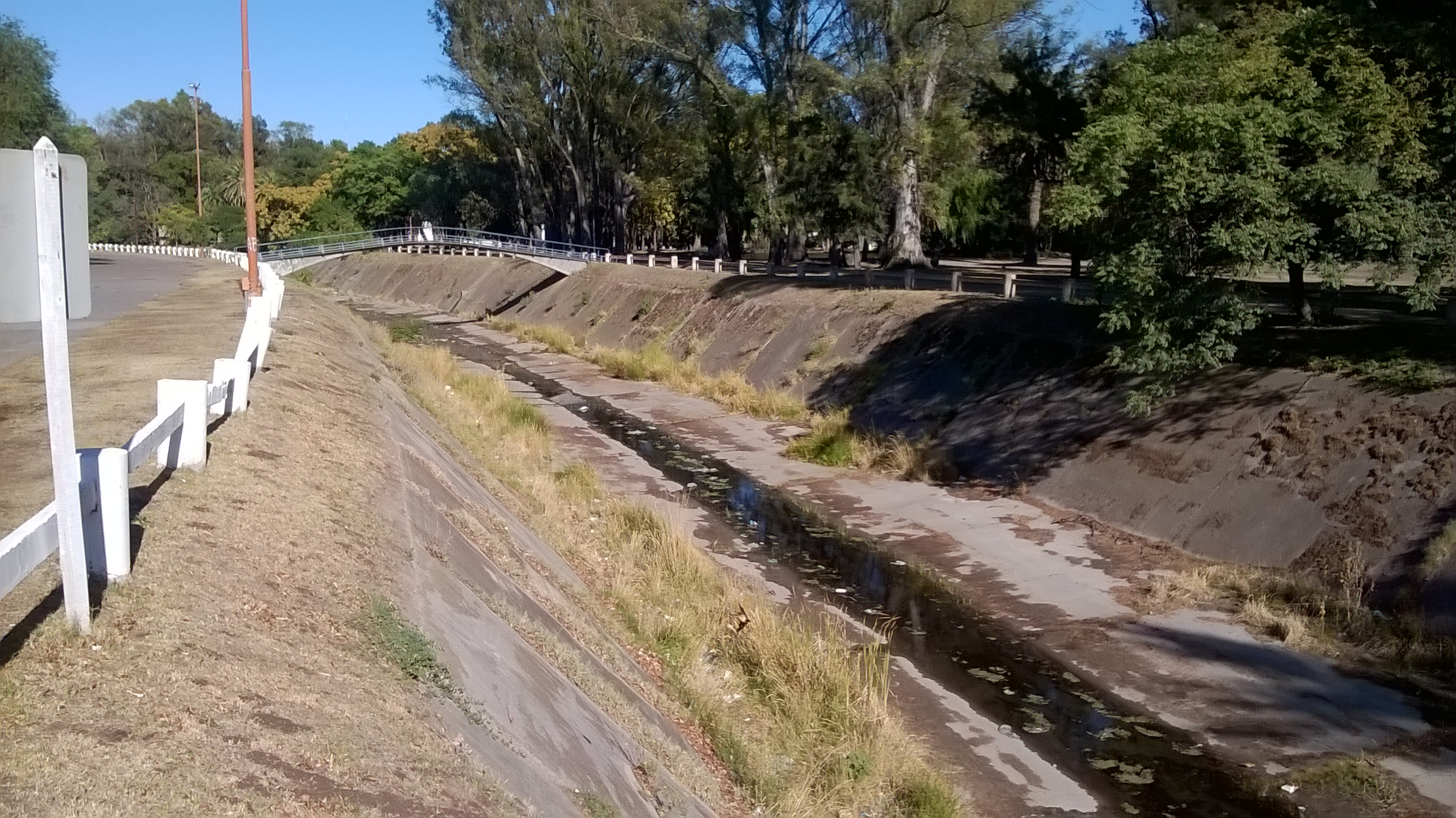
Canal Maldonado en el Parque de Mayo.

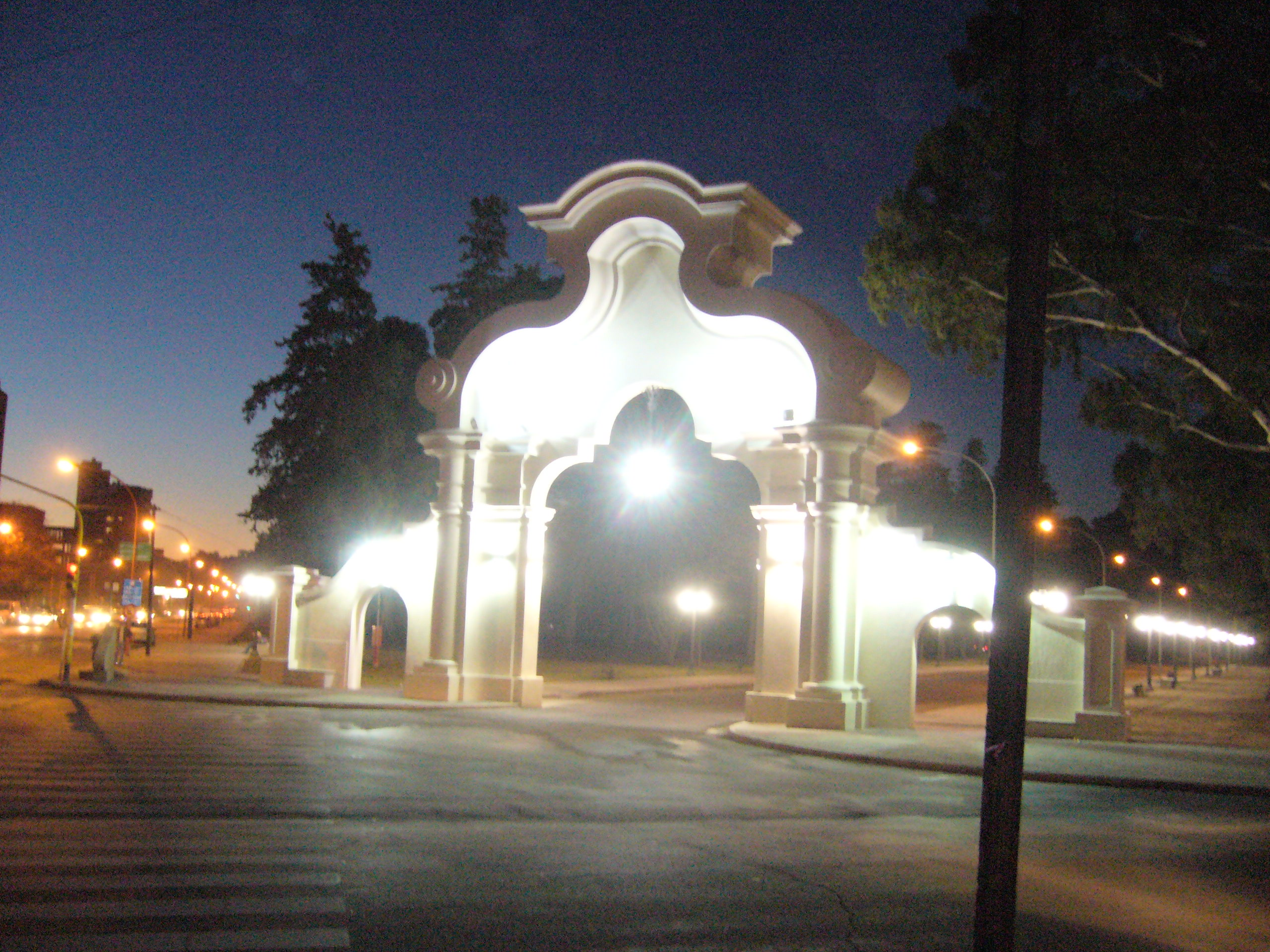
Acceso al Parque de Mayo.

## Monumento al Coronel Ramón Bernabé Estomba
Al acercarse la fecha del primer centenario de la fundación de Bahía Blanca, surgió la necesidad de homenajear al coronel Ramón Bernabé Estomba, quien fue su fundador, realizándole un monumento recordatorio. 
Para esto, solicitaron a la Comisión Nacional de Bellas Artes un listado de los cinco artistas más capacitados para realizar la obra y se importaron al país bloques de granito de excepcional calidad provenientes de Alemania, que llegaron desde Hamburgo al puerto de Ingeniero White a bordo del vapor Lübeck. La colecta, organizada por la comisión para costear los gastos de este monumento, fue una de las más importantes de aquella época en la ciudad y el terreno en que se emplaza la obra fue cedido por la Comuna en el interior del parque.
La perfección y dureza del granito obligaron al escultor Cesar Sforza a utilizar un equipamiento eléctrico para esculpir los bajorrelieves siendo el primero en utilizar ese sistema.
El Monumento, con una altura de 11 metros, se emplaza en un terreno cedido por la Comuna en el interior del Parque de Mayo. El pedestal de granito se ubica sobre una plataforma circular y su volumen disminuye levemente, a medida que se eleva. Las esquinas del mismo están resueltas mediante estrías. Este basamento cuenta con cuatro bajorrelieves: el del frente simboliza la conquista al desierto y los primeros agricultores, en el lateral derecho pueden verse "Los Cosechadores", en el lateral izquierdo, un episodio de "El Rodeo", y en la parte superior a "Los estibadores".
El remate del monumento lo constituye una estatua fundida en bronce, con cinco enormes figuras que simbolizan: la unión de los precursores: el gaucho, los colonos (plantando el primer árbol) y el soldado.
El grupo es precedido por una mujer, que representa la protección nacional; lleva una bandera, que cobija bajo sus pliegues, a las restantes figuras el Escudo nacional".

## Monumento a los Fundadores
Ubicado en la primera rotonda de ingreso al parque, este monumento fue inaugurado el 11 de abril de 1931 en el marco de los festejos por el centenario de la fundación de la ciudad. Fue realizado por el artista plástico César Sforza, bajo el encargo de la Comisión Hijos de Bahía Blanca Pro Centenario. Con reminiscencias al art decó, en el volumen dado a la base de piedra y en la tipografía elegida, el monumento buscaba representar en sus bajorrelieves a los intereses de los comitentes con ideas de "progreso" y "civilización".